# Gąbin (gemeente)
De gemeente Gąbin is een stad- en landgemeente in het Poolse woiwodschap Mazovië, in powiat Płocki.
De zetel van de gemeente is in Gąbin.
Op 30 juni 2004 telde de gemeente 10 810 inwoners.

## Oppervlakte gegevens
In 2002 bedroeg de totale oppervlakte van gemeente Gąbin 146,71 km², waarvan:
- agrarisch gebied: 68%
- bossen: 20%

De gemeente beslaat 8,16% van de totale oppervlakte van de powiat.

## Demografie
Stand op 30 juni 2004:
| Omschrijving                   | Totaal | Totaal | Vrouwen | Vrouwen | Mannen | Mannen |
| ------------------------------ | ------ | ------ | ------- | ------- | ------ | ------ |
| eenheid                        | aantal | %      | aantal  | %       | aantal | %      |
| inwoners                       | 10 810 | 100    | 5608    | 51,9    | 5202   | 48,1   |
| bevolkingsdichtheid (inw./km²) | 73,7   | 73,7   | 38,2    | 38,2    | 35,5   | 35,5   |

In 2002 bedroeg het gemiddelde inkomen per inwoner 1367,24 zł.

## Plaatsen
- stad Gąbin
- 32 plaatsen:

Borki, Czermno, Dobrzyków, Grabie Polskie, Guzew, Górki, Góry Małe, Jadwigów, Jordanów, Kamień-Słubice, Karolew, Konstantynów, Koszelew, Kępina, Lipińskie, Ludwików, Nowa Korzeniówka, Nowe Grabie, Nowe Wymyśle, Nowy Kamień, Nowy Troszyn, Okolusz, Piaski, Plebanka, Potrzebna, Przemysłów, Rumunki, Stara Korzeniówka, Stary Kamień, Strzemeszno, Topólno, Troszyn Polski.

## Aangrenzende gemeenten
- Płock Łąck en Słubice
- Szczawin Kościelny, Pacyna en Sanniki.